# مودن (بعدان)

تعديل مصدري - تعديل

مودن هي إحدى قرى عزلة حيسان بمديرية بعدان التابعة لمحافظة إب، بلغ تعداد سكانها 769 نسمة حسب تعداد اليمن لعام 2004.